# Corb marí pigallat
El corb marí pigallat (Phalacrocorax punctatus) és un ocell marí de la família dels falacrocoràcids (Phalacrocoracidae) que habita penya-segats costaners i illes rocoses a les illes del Nord, del Sud i Stewart, de Nova Zelanda.